# خط سرینی قدامی
خط سرینی قدامی یا خط گلوتئال قدامی (به انگلیسی: Anterior gluteal line) یک خط استخوانی در استخوان بی‌نام است. این خط طولانی‌ترین خط از سه خط گلوتئال یا سرینی است که از ستیغ تهیگاهی شروع می‌شود. این خط حدود ۴ سانتی‌متر درازا دارد و در پشت اندام قدامی خود جای دارد، و با گرفتن جهت منحنی به سمت پایین و عقب، در بخش فوقانی شیار سیاتیک بزرگ به پایان می‌رسد.
فضای میان خط سرینی پشتی، قدامی و خلفی و ستیغ تهیگاهی فرورفته است و به ماهیچه سرینی میانه منشا می‌بخشد.
نزدیک به میانه این خط، اغلب یک سوراخ ماده مغذی دیده می‌شود.